# Durchhausen
Durchhausen là một thị xã ở huyện Tuttlingen trong bang Baden-Württemberg thuộc nước Đức. Trung tâm phát triển và thiết kế công nghệ an ninh Ingersoll Rand nằm ở Durchhausen